# Владичени (Јаши)
Владичени (рум. Vlădiceni) насеље је у Румунији у округу Јаши у општини Томешти. Oпштина се налази на надморској висини од 60 m.

## Становништво
Према подацима из 2002. године у насељу је живело 488 становника, од којих су сви румунске националности.